# جين آدمز
جين آدمز (بالإنجليزية: Jane Addams) (و. 6 سبتمبر 1860 - 21 مايو 1935) رائدة وناشطة أمريكية، أخصائية اجتماعية، فيلسوفة، عالمة الاجتماع، مؤلفة، ورائدة في السلام العالمي وحقوق الاقتراع للمرأة. شاركت في تأسيس أول بيت مستوطنة في الولايات المتحدة مع إلين غيتس ستار، الذي سمي هول هاوس في شيكاغو.
في عصر اعتبر فيه رؤساء مثل تيودور روزفلت وودرو ويلسون إصلاحيين وناشطين اجتماعيين، كانت أدامس واحدة من أبرز الإصلاحيين من العصر التقدمي. آدمز ساعدت في تركيز الاهتمام على القضايا التي تهم الأمهات، مثل احتياجات الأطفال والصحة العامة، والسلام العالمي. من أبرز ما قالته آدمز أنه إذا كان على المرأة أن تكون مسؤولة عن تنظيف مجتمعها وجعله مكانا أفضل للعيش، فإنها تحتاج إلى أن تكون قادرة على التصويت للقيام بذلك على نحو فعال.
أصبحت أدامز نموذجا تحتذي به النساء من الطبقة المتوسطة الذين تطوعوا للرفع بمجتمعاتهم. اشتهرت بانتمائها إلى المدرسة البراغماتية الأمريكية للفلسفة. في عام 1889 شاركت في تأسيس هول هاوس، وعام 1920 كانت أحد مؤسسي اتحاد الحريات المدنية. في عام 1931 أصبحت أول امرأة أميركية تمنح جائزة نوبل للسلام، واعترف به كمؤسسة مهنة الخدمة الاجتماعية في الولايات المتحدة.

## طفولة وشباب جين آدمز
ولدت في سيدارفيل، بولاية إلينوي. كانت الأصغر بين ثمانية أطفال ولدوا في عائلة إلينوي الشمالية من أصلٍ إنكليزي-أمريكي، يعود تاريخها إلى نيو إنغلاند الاستعمارية. وكان والدها سياسيا بارزا. مات ثلاثة من أشقائها صغارا، وتوفي آخر في سن 16 عاما، ولم يتبق سوى أربعة في الوقت الذي كانت آدامز في سن الثامنة. وتوفيت والدتها سارة آدامس، عندما كانت جين في السنتين من العمر.
قضت آدامز طفولتها لعبا في الهواء الطلق، والقراءة في الداخل، وحضور مدرسة الأحد في الكنيسة. وأصيبت بالسل في العمود الفقري (مرض بوتس) حينما غدا عمرها أربع سنوات، وهو ما تسبب في انحناء عمودها الفقري وخلق مشاكل صحية استمرت لمدى الحياة. وهذا ما جعل تفاعلها مع الأطفال الآخرين صعبا نظراً لإصابتها بعرج أو عدم إمكانها من الجري واللعب مع باقي الأطفال. عندما كانت طفلة، قالت آدمز أنها اعتبرت نفسها «قبيحة» ما اعتبرت نفسها إحراجا لوالدها إذا ما رافقته في الشارع.
أحبت أدامز والدها كثيرا عندما كانت طفلة، كما أوضحت في مذكراتها، «عشرون عاما على هال هاوس» سنة 1910. وكان جون هوي أدامز رجل أعمال زراعي يشتغل في الأخشاب الكبيرة والماشية والحيازات الزراعية والدقيق والأخشاب. وكان رئيس البنك الوطني الثاني في فريبورت. وقيل أنه تزوج مرة أخرى في عام 1868، عندما كانت جين في الثامنة من العمر. وكانت زوجته الثانية آنا هوستيتر هالدمان، أرملة ميلر في فريبورت.
كان جون أدامز أحد الأعضاء المؤسسين للحزب الجمهوري إلينوي، بمثابة سناتور (1855-1870)، ودعم صديقه إبراهام لنكولن في ترشيح له، لعضو مجلس الشيوخ (1854) والرئاسة (1860). احتفظ جون آدامز برسالة من لينكولن في مكتبه كانت جين تحب النظر اليها باستمرار عندما كانت طفلة.
في سن المراهقة، كان لأدامز أحلام كبيرة أن تفعل شيئا مفيدا في العالم. اهتمت منذ صغرها بالفقراء فقررت أن تصبح طبيبة لتتمكن من العيش والعمل في أوساط الفقراء. لقد كانت مفكرة غامضة، يغذيها الخيال الأدبي. وكانت قارئة شرهة.
شجع جين والدها على مواصلة التعليم العالي ولكن قريبة من المنزل. وكانت حريصة ومتشوقة لحضور الكلية الجديدة للنساء، كلية سميث في ماساتشوستس. ولكن والدها ألحَّ على ذهابها لمدرسة قريبة وهي روكفورد المدرسة النسائية (الآن جامعة روكفورد)، في روكفورد، إلينوي. بعد تخرجها من روكفورد في عام 1881، حاصلة على شهادة وعضوية في فاي بيتا كابا، عبرت عن أنها لا تزال تأمل في حضور سميث لكسب شهادة ليسانس في ذلك الصيف.
بعد وفاة والدها بشكل غير متوقع من حالة مفاجئة من التهاب الزائدة الدودية. ورث كل طفل تقريبا 50000 $ (أي ما يعادل اليوم 1.23 مليون $).
ذلك الخريف، أدامز، شقيقتها أليس، زوج أليس هاري، وزوجة أبيهم آنا هالدمان أدامز، انتقلو إلى فيلادلفيا بحيث إمكان الشباب الثلاثة متابعة تعليمهم في الطب. تدرب هاري بالفعل في الطب وقام بالمزيد من الدراسات في جامعة بنسلفانيا. أنها كل من جين وأليس السنة الأولى في كلية الطب للنساء في فيلادلفيا، ولكن المشاكل الصحية لجين في العمود الفقري] والانهيار العصبي، منعتها من إكمال الدراسة والحصول على الشهادة. فامتلأت بالحزن بسبب فشلها. كانت الحالة الصحية لزوجة الأب آنا أيضا تسوء، لذلك ألغت جميع أفراد العائلة خططهم للبقاء عامين وعادو إلى سيدارفيل.
في الخريف التالي قام زوج أختها هاري بإجراء عملية جراحية في ظهرها، لتقويمه. ونصحها بالتوقف عن الدراسة، والسفر عوضا عن ذلك. في أغسطس 1883، انطلقت للقيام بجولة لمدة عامين من أوروبا مع زوجة أبيها، وسافرت لبعض الوقت مع العائلة والأصدقاء الذين انضموا إليهم. قررت أدامز أنها لمتكن بحاجة أن تصبح طبيبة لتكون قادرة على مساعدة الفقراء.
عند عودتها إلى الوطن لها في يونيو 1887، عاشت مع زوجة أبيها في سيدارفيل وقضت الشتاء معها في بالتيمور. أدامز كانت ما تزال مليئة بطموح غامض فغرقت في حالة من الاكتئاب، غير متأكدة من مستقبلها والشعور أنها عديمة الفائدة قادها لحياة تقليدية متوقعة من امرأة شابة مثلها. كتبت رسائل طويلة لصديقتها في مدرس روكفورد، إلين غيتس ستار، في معظمها حول المسيحية والكتب ولكن في بعض الأحيان عن يأسها من الحياة.

## منزل التسوية
في الوقت نفسه، جمعت جين آدمز الإلهام مما قرأته. كانت مفتونة بتاريخ المسيحيين الأوائل وكتاب تولستو الديني، وقالت إنها قد عمد مسيحية في الكنيسة المشيخية في سيدارفيل، في صيف عام 1886. وقالت أنها بدأت تستوحي من فكرة الديمقراطية باعتبارها مثالية اجتماعية. إلا أنها استشعرت إشكالات في دورها كامرأة. وبدأت بالتساؤل عن الضغوط الاجتماعية على المرأة في الزواج وتكريس حياتها لأسرة.
في صيف عام 1887، قرأت أدامز في مجلة عن فكرة جديدة لبدء منزل تسوية، لكنها قررت لزيارة العالم أولا هي والعديد من الأصدقاء، بما في ذلك إلين غيتس ستار. سافرت إلى أوروبا من ديسمبر 1887 خلال صيف عام 1888.
وبعد مشاهدة مصارعة الثيران في مدريد، مفتونة ما رأته من تقليد غريب، أدانت أدامز هذا لما فيه من عدم الشعور بمعاناة الخيول والثيران. في البداية، لم تخبر أدامز أحداً عن حلمها لبدء منزل التسوية؛ ولكنها شعرت بالذنب على نحو متزايد لعدم عملها على تحقيق حلمها. اعتقادا منها بأن تقاسم حلمها قد يساعدها على تحقيقه، شاركت إلين غيتس ستار الفكرة ووافق على الانضمام لأدامز في بدء منزل التسوية،
وكان لمنزل التسوية كما اكتشفت أدامز الحيز الذي يمكن أن تقدم فيه وصلات ثقافية غير متوقعة، وحيث يمكن توسيع الحدود الضيقة للثقافة، والطبقية، والتعليم. ضاعفوا مراكز الفنون ومرافق الخدمات الاجتماعية. ووضعوا أسس المجتمع المدني الأمريكي، فضاء محايد من خلاله المجتمعات والأيديولوجيات المختلفة يمكن أن تتعلم من بعضها البعض وتسعى لتكوين أرضية مشتركة للعمل الجماعي. كان دور المنزل تسوية و«جهد لا ينتهي إلى جعل الثقافة و» قضية الأشياء «يسيران جنبا إلى جنب.» كان الجهد الذي لا ينتهي قصة حياتها الخاصة، والنضال من أجل إعادة تنشيط ثقافتها الخاصة من خلال إعادة ربط التنوع والصراع من مجتمعات المهاجرين في المدن الأمريكية ومع ضرورات الإصلاح الاجتماعي .

## هول هاوس
في عام 1889 أدامز وصديقتها إلين غيتس ستار شاركو في تأسيس هول هاوس، منزل تسوية في شيكاغو
كانت أدامس وستار شاغلي اولى الساكنين في المنزل، الذي أصبح فيما بعد مقر إقامة حوالي 25 امرأة. في أوجها، زار هال اهاوس كل أسبوع من حوالي 2,000 شخص. كان هول هاوس مركز للبحث والتحليل التجريبي، والدراسة، والنقاش، فضلا عن مركز عملي للعيش في وإقامة علاقات جيدة مع الجوار. قام سكان بيت هال بتحقيقات عن السل، والتيفوئيد، وجمع القمامة، والكوكايين، والتغيب عن المدرسة. وتشمل مرافق الفندق على مدرسة ليلية للبالغين، ونوادي للأطفال الأكبر سنا، مطبخ، معرض فني وصالة ألعاب رياضية ونادي الفتيات، وحمام، وقاعدة بيانات الكتاب، مدرسة الموسيقى، مجموعة دراما ومسرح، مكتبة، غرف للمناقشة، والنوادي، ومكتب العمل، وحجرة الغذاء اجتماعات. بالإضافة إلى تقديم الخدمات الاجتماعية والفعاليات الثقافية للسكان المهاجرين كما منحت هول هاوس فرصة للعاملين الاجتماعيين الشباب لاكتساب التدريب. في نهاية المطاف، أصبح هول هاوس مجمع من 13 مستوطنة شملت ملعب والمخيم الصيفي (المعروف باسم بوين كونتري كلوب).
كان واحدا من أهم جوانب هال هاوس التي كانت مهمة جدا لجين آدمز برنامج الفن. برنامج الفن في هال هاوس سمح لأدامس بالطعن في نظام التعليم. المنزل وفر الزمان والمكان والأدوات اللازمة لتشجيع الناس على التفكير بشكل مستقل. الفن كام مفتاح لفتح تنوع المدينة من خلال التفاعل الجماعي، المتبادل اكتشاف الذات والترفيه والخيال. كان الفن جزءا لا يتجزأ من رؤيتها للمجتمع، وتعطيل الأفكار الثابتة وتحفيز التنوع والتفاعل التي يعتمد عليها المجتمع السليم، استنادا إلى إعادة كتابة مستمرة من الهويات الثقافية من خلال تنوع وتعدد الثقافات.

## التدريس
كان لأدامز جدول ثقيل من المحاضرات العامة في جميع أنحاء البلاد، وخاصة في الجامعات. وبالإضافة إلى ذلك، عرضت دورات الكلية من خلال قسم الإرشاد التابع لجامعة شيكاغو. ورفضت العروض من الجامعة إلى أن تنتسب مباشرة معه من أجل الحفاظ على دورها المستقل خارج الأكاديمية.
كان هدفها لتعليم البالغين غير المسجلين في المؤسسات الأكاديمية الرسمية، بسبب فقرهم و / أو عدم وجود وثائق التفويض. وعلاوة على ذلك، وقالت انها تريد أي ضوابط الجامعة على نشاطها السياسي.
كانت أدامز عضوا مؤسسا للجمعية الأمريكية لعلم الاجتماع، التي تأسست في عام 1905. وقدمت أوراق إليها في عام 1912، عام 1915، وعام 1919. وكانت نائبة الأبرز خلال حياتها.

## وصلات خارجية
- جين آدمز على موقع IMDb (الإنجليزية)
- جين آدمز على موقع الموسوعة البريطانية (الإنجليزية)
- جين آدمز على موقع إن إن دي بي (الإنجليزية)
- جين آدمز على موقع قاعدة بيانات الفيلم (الإنجليزية)
- مؤلفات جين آدمز في مشروع غوتنبرغ
- أعمال أو نبذة عن جين آدمز على أرشيف الإنترنت
- أعمال جين آدمز في ليبري فوكس